# Loreto Sordo Ruiz
Loreto Sordo Ruiz (1980) és una política espanyola del Partit Popular (PP).
Nascuda el 1980, va estudiar Ciències Polítiques i de l'Administració a la Universitat Complutense de Madrid (UCM).
Inclosa com a número 15 de la candidatura del Partit Popular per a les eleccions municipals de 2011 a Alcorcón, va ser elegida regidora. Va exercir com a regidora al consistori alcorconero entre 2011 i 2015, durant el mandat com a alcalde de David Pérez García.
Pròxima al president del PP Pablo Casado, va ser inclosa al número 19 de la llista del partit per Madrid al Congrés dels Diputats de cara a les eleccions generals de abril de 2019 i al número 14 de la llista del partir per a les eleccions municipals de 2019 a Madrid, on va ser electa regidora de l'Ajuntament de Madrid.
Després de l'investidura com a alcalde de José Luis Martínez-Almeida el 15 de juny de 2019 amb el suport dels regidors de PP, Ciutadans i Vox, Sordo va ser nomenada regidora presidenta del districte de Moncloa-Aravaca. Poc després va ser nomenada també regidora-presidenta del districte de Usera. En l'estiu de 2019, va assumir, com a presidenta de la junta de districte, ser la responsable de la cancel·lació d'un concert de Pedro i Luis Pastor al districte de Moncloa-Aravaca que va generar reaccions en contra de la «censura» exercida pel consistori.